# Distrito de Ibanda
Ibanda es un distrito de Uganda creado el 1 de julio de 2005. Tiene una población de 249 625 habitantes según el censo de 2014. Parte antes del distrito de Mbarara, era sólo un condado. Posee los subcondados de la ciudad de Nyabuhikye, Bisheshe, Kichenche, Rukiri, Nyamarebe, Ishongorero e Ibanda. Su capital, la ciudad de Ibanda, da origen al nombre del distrito.
Posee 967 kilómetros cuadrados de superficie y su densidad de población es de 205 habitantes por km².